# Lee Seung-chul
Dans ce nom coréen, le nom de famille, Lee, précède le nom personnel.
Lee Seung-chul (en coréen : 이승철), né le 5 décembre 1966 à Séoul, est un chanteur sud-coréen, ancien chanteur principal du groupe de rock sud-coréen, Boohwal qu'il a quitté en 1989. Depuis 2009, il est membre du jury du télé-crochet musical sud-coréen, Superstar K.

## Vie privée
En 1995, il se marie avec l'actrice sud-coréenne, Kang Moon-Young. La même année, il devient le père de son premier enfant. Il divorce en 1997 et, en 2007, se marie avec Park Hyun-jung, femme d'affaires.

## Discographie

### Singles
- 1999 : 오직 너뿐인 나를
- 2006 : Reflection of Sound